# Detlev Brüning

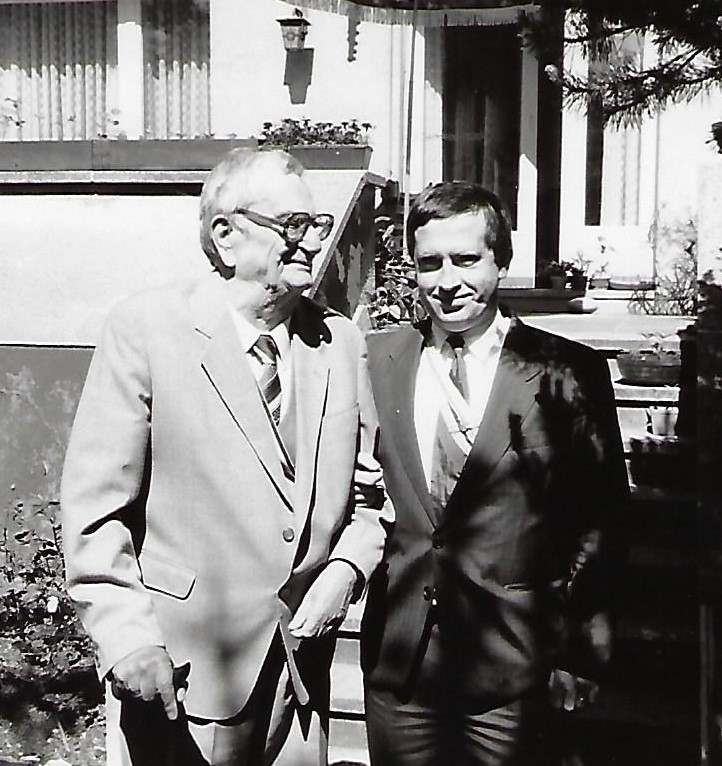
Detlev Brüning (links) mit Rüdiger Döhler 1987 vor Brünings Haus in Stendal.

Detlev Brüning (* 22. Dezember 1901 in Anklam; † 11. Mai 1992 in Stendal) war ein deutscher Agrarwissenschaftler. Jahrzehntelang leitete er in Stendal die Forschungsstelle für Forstdüngung der Kaliindustrie in der DDR.

## Leben
Brüning studierte an der Friedrichs-Universität Halle Landwirtschaft. 1923 wurde er mit Ludwig Denecke im Corps Palaiomarchia aktiv. Als Diplom-Landwirt wurde er 1927 mit der Dissertation Betriebswirtschaftliche Untersuchungen der Teichwirtschaft in der Lausitz mit besonderer Berücksichtigung der verschiedenen Betriebssysteme unter den gegenwärtigen Verhältnissen in Halle zum Dr. sc. nat. promoviert. 
Seit 1930 im Dienst der Kaliindustrie, war er an ihren landwirtschaftlichen Auskunftsstellen in Berlin, Stolpe und Stettin tätig. Später leitete er das Stettiner Büro. Nach dem Krieg baute er in Stendal die Abteilung Land- und Forstwirtschaft des Kaliforschungsinstituts der mitteldeutschen Kaliindustrie auf. Besondere Verdienste erwarb sich Brüning mit der Begründung eines umfangreichen, nach modernen versuchstechnischen Grundsätzen konzipierten Versuchsflächennetzes, mit dessen Anlage er Anfang der 1950er Jahre begann. Er leistete damit einen wichtigen Beitrag zum Ausbau des forstlichen Versuchswesens in der Deutschen Demokratischen Republik. Wertvolle Ergebnisse gewann er auch aus der Wiederaufnahme und erweiterten Auswertung älterer Düngungsversuche, die von verschiedenen Versuchsträgern, zum Teil bereits in den 1920er Jahren, angelegt worden waren. So nahm er mit der Polnischen Forstlichen Versuchsanstalt in Warschau auch die 1933 begründete Versuchsreihe in Schneidemühl auf. Seine Arbeiten vermittelten der forstlichen Praxis viele unmittelbar übernehmbare Ergebnisse. Mit Arbeitsergebnissen von Forstwissenschaftlern der Höheren Forstlehranstalt Eberswalde und der Forstlichen Hochschule Tharandt lieferten sie maßgebliche Grundlagen für ein großflächiges forstliches Düngungsprogramm in der DDR.

„Brüning gehört zu den herausragenden Persönlichkeiten, die im Dienst der deutschen Kaliindustrie auf dem Gebiet der land- und forstwirtschaftlichen Forschung mit mehr als 50 wissenschaftlichen und anderen fachlichen Veröffentlichungen und bei der Beratungstätigkeit außergewöhnliche Leistungen vollbracht haben.“

## Nachtigaldenkmal und Corpshaus

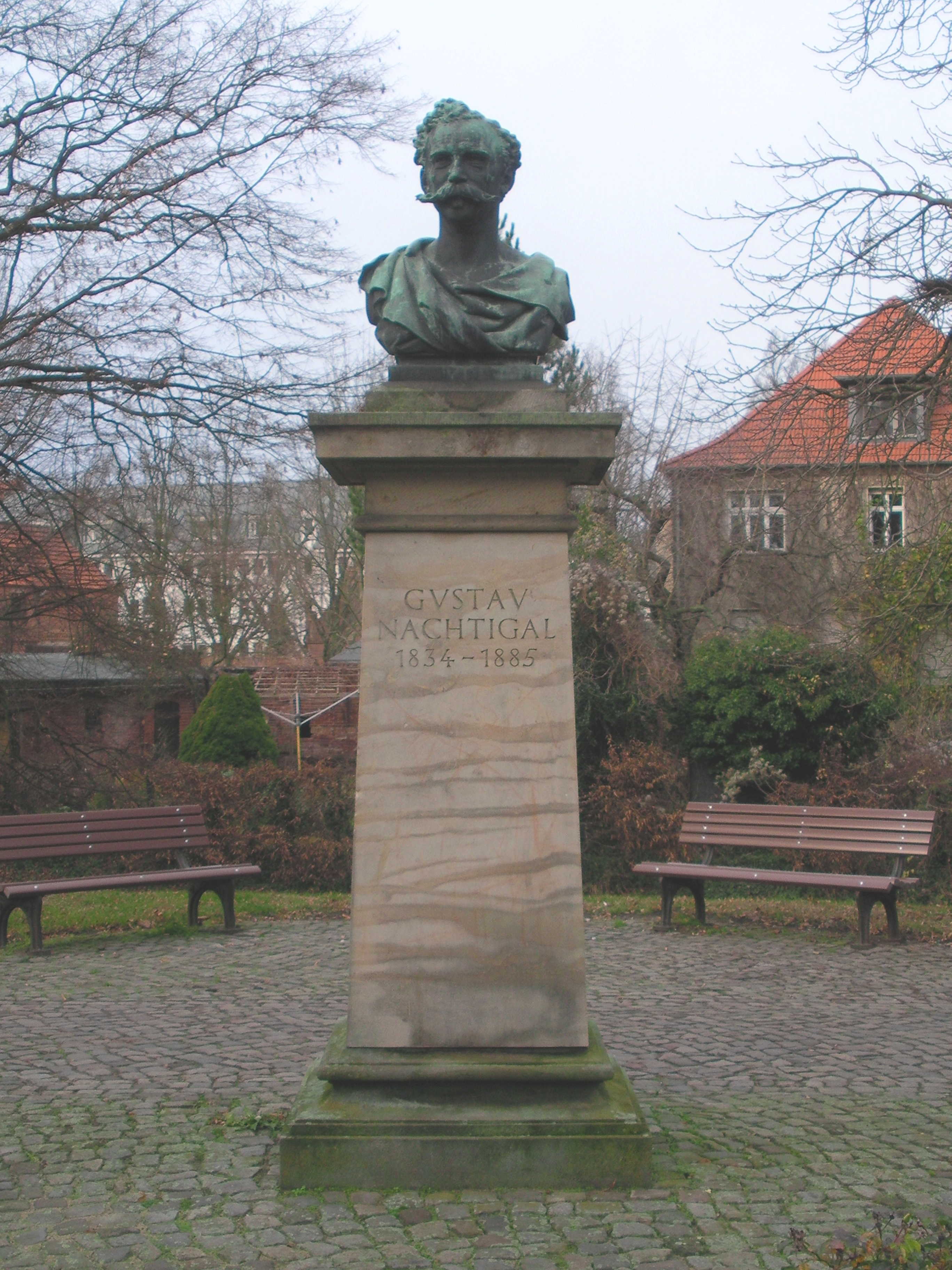
Nachtigal-Denkmal in Stendal (2009)

Brüning sorgte dafür, dass in Stendal die Büste von Gustav Nachtigal wieder aufgestellt wurde. Den Ersatz des 1970 zerstörten übermannshohen Denkmalsockels finanzierte er selbst. Palaiomarchia hat ihm die Rückübertragung des Corpshauses zu verdanken.

## Schriften
- Forstdüngung – Ergebnisse älterer und jüngerer Versuche. Neumann Verlag 1959